# سدم ساحلي
السُدم الساحلي (باللاتينية: Sedum litoreum) نوع نباتي يتبع جنس السدم من الفصيلة المخلدية.

## الموئل والانتشار
موطنه بلاد الشام والمغرب العربي وقبرص وتركيا وبعض مناطق جنوب أوروبا.

## مرادفات للاسم العلمي
- (باللاتينية: Sedum litoreum subsp. praesidis (Runemark & Greuter) Greuter)
- (باللاتينية: Sedum marichalii J.Lloyd)
- (باللاتينية: Sedum praesidis Runemark & Greuter)
- (باللاتينية: Sedum rhytidocalyx Candargy)
- (باللاتينية: Sedum stellatum d'Urv. [Illegitimate])